# Ślad na ziemi
Ślad na ziemi – polski serial telewizyjny z 1978 roku, którego akcja osadzona jest w scenerii budowy Huty Katowice. Składa się z siedmiu odcinków. Został nakręcony w Dąbrowie Górniczej i Krakowie.

## Fabuła
Serial przedstawia historię ludzi budujących wielki zakład przemysłowy. Ukazuje on obraz zmian, zachodzących w społeczeństwie po 1970 roku. Bohaterami serialu są ludzie z różnych części kraju i różnych środowisk. Na budowę trafiają w różny sposób – jedni przez przypadek, inni – szukając większej pensji. Każdy odcinek ma swego bohatera. Serial niesie ważne przesłanie – każdy odcinek pokazuje, jak praca na budowie zmienia ludzi...

## Lista odcinków

### 1. Babranie w błocie
Na budowę huty trafia młody inżynier-geodeta. Początkowo niechętny nowemu zajęciu, chcący jak najszybciej uciec z budowy, z czasem coraz bardziej wciąga się w pracę. Na jednym z zebrań publicznie ujawnia nie do końca uczciwe działanie niektórych kierowników przedsiębiorstwa.

Obsada aktorska:
| - Zbigniew Bielski – inżynier Stefan Rzegocki - Marek Litewka – inżynier Janusz Rozpalski - Sławomira Łozińska – 2 role: Lucyna Kowalska, dziewczyna Stefana; Kaśka, siostra bliźniaczka Lucyny - Tadeusz Madeja – geodeta Zenon Bulak - Zbigniew Bator – geodeta Zygmunt Falewicz - Eugeniusz Kujawski – Widak, inżynier naczelny - Bogusław Sochnacki – inżynier Malanik, szef produkcji - Elżbieta Libel – Basia, koleżanka Rzegockiego w biurze „Docentusia” - Andrzej Krasicki – Kaliski, dyrektor naczelny - Jerzy Gniewkowski – Cendrys, kierownik robót geodezyjnych, - Eugeniusz Szatkowski – Dratek, kierownik Stefana - Wiesław Grabek – Furtecki, zastępca dyrektora do spraw osobowych |  | - Jerzy Dominik – robotnik Staszek Tokarek - Marian Dziędziel – Waldek, kolega Stefana - Wirgiliusz Gryń – robotnik Marian Matyja - Andrzej Jurczak – robotnik - Edward Kusztal – kierowca Szabacik - Zdzisław Szymański – majster Oleksiak - Tomasz Zaliwski – robotnik Kurdybas - Jerzy Grałek – Franek, szef Rady Uczelnianej SZSP - Paweł Unrug – kierowca |

### 2. Chłopcy zwerbowani
Bohaterem drugiego odcinka jest Marian Matyja, mający za sobą kilkuletni pobyt w więzieniu. Stara się pracować dobrze, ale nie angażuje się w żadne spory ani konflikty. Jego podejście zmienią dopiero wydarzenia związane z jednym z brygadzistów, który nie pozwalał kierowcom wywrotek na fałszerstwa.

Obsada aktorska:
| - Wirgiliusz Gryń – robotnik Marian Matyja - Jerzy Dominik – robotnik Staszek Tokarek - Edward Kusztal – kierowca Szabacik - Tomasz Zaliwski – robotnik Kurdybas - Zofia Czerwińska – Patoniowa, właścicielka mieszkania - Zofia Grąziewicz – Brygida, córka Oleksiaka - Zdzisław Szymański – majster Oleksiak - Witold Pyrkosz – inżynier Arnold Zenon Sapiech - Zbigniew Bielski – inżynier Stefan Rzegocki - Marek Litewka – inżynier Janusz Rozpalski - Tatiana Sosna-Sarno – Magdalena Pakuła, narzeczona Tokarka - Jan Himilsbach – Opatka, majster cieśli - Andrzej Jurczak – robotnik - Ryszard Dembiński – Franciszek, sołtys we wsi Turkawca |  | - Lech Dyblik – robotnik Romała - Jerzy Janeczek – inżynier Romaniuk - Adam Koman – kierownik bazy samochodowej - Łucja Kowolik – Jola, sekretarka kierownika bazy transportowej - Ryszard Kotys – kierowca Tobola - Piotr Krukowski – ksiądz - Kazimierz Krzaczkowski – robotnik Gugałek - Jan Pęczek – robotnik Ruszniak - Bogusław Semotiuk – robotnik Janek Turkawiec - Paweł Unrug – kierowca - Marek Włodarczyk – robotnik Potracki - Michał Leśniak – Kopera - Agnieszka Mandat – pielęgniarka - Ł. Bogusławski – Adam, wnuk Oleksiaka - Piotr Chudziński |

### 3. Rzeźba z betonu
Marek Żebro po powrocie z wojska zorientował się, że żona go porzuciła, a dziecko wychowuje babcia. Postanawia poszukać szczęścia na budowie huty, jako kierowca samochodu-betoniarki. Nie mogąc się pogodzić z marnotrawieniem niewykorzystanego betonu wymyśla sposób, jak temu zapobiec. Kierownik jest jednak przeciwny jakimkolwiek zmianom...

Obsada aktorska:
| - Zbigniew Buczkowski – Marek Żebro - Dorota Kamińska – pielęgniarka Zosia - Bogdan Baer – Wolski, kierownik betoniarni - Ryszard Ronczewski – dyspozytor Przywarko - Piotr Grabowski – kierowca Wacek - Eugeniusz Priwieziencew – kierowca Wiktor Rębalski - Marek Litewka – inżynier Janusz Rozpalski - Janina Seredyńska – teściowa Marka Żebry - Jerzy Zygmunt Nowak – towarzysz Obalski, przewodniczący ZSMP - Oksana Szyjan – pielęgniarka, koleżanka Zosi - Wanda Sikora – pielęgniarka, koleżanka Zosi - Adolf Chronicki – leśniczy - Ferdynand Matysik – Bolesław Jasparski, sekretarz Komitetu Zakładowego - Janusz Kłosiński – Kortycki, naczelny dyrektor budowy Huty Katowice - Adam Koman – kierownik bazy samochodowej |  | - Jacek Domański – kierowca - Lech Dyblik – robotnik Romała - Aleksander Gawroński – kierowca - Wirgiliusz Gryń – robotnik Marian Matyja - Roman Kosierkiewicz – członek komisji awaryjnej - Jerzy Statkiewicz – Gabryś, pijaczek w pociągu - Andrzej Skąpski – Waldi, pijaczek w pociągu - Roman Michalski – pijaczek w pociągu - Marek Nowakowski – kierowca - Leszek Polessa – kapitan, dowódca Marka Żebry - Mirosław Krawczyk – Olek, członek kierownictwa ZSMP - Kazimiera Utrata – sąsiadka Żebry |

### 4. Wysoki komin
Historia robotnika Witolda Berdzika pracującego przy wznoszeniu 300-metrowego komina. W trakcie próby wjazdu na górę następuje awaria prądu i Berdzik wraz z trzema kolegami zostają uwięzieni w windzie. Berdzik stara się podtrzymywać na duchu marznących.

Obsada aktorska:
| - Krzysztof Stroiński – robotnik Witold Berdzik - Ewa Serwa – Czesława Marciniak, dziewczyna z kuchni - Dorota Stalińska – Jadwiga Nowaczyk, kierownik kuchni - Joanna Kasperska – Tośka, dziewczyna z kuchni - Andrzej Baranowski – robotnik Komuda - Kazimierz Krzaczkowski – robotnik Gugałek - Jan Kulczycki – robotnik Wyrwas - Zbigniew Bielski – inżynier Stefan Rzegocki - Jerzy Janeczek – inżynier Romaniuk - Ferdynand Matysik – Bolesław Jasparski, sekretarz Komitetu Zakładowego - Józef Kalita – majster Felisiak - Marian Łącz – robotnik w windzie - Jerzy Turek – robotnik w windzie |  | - Jerzy Zygmunt Nowak – towarzysz Obalski, przewodniczący ZSMP - Janusz Sykutera – dyrektor zakładu energetycznego - Zbigniew Bator – geodeta Zygmunt Falewicz - Ilona Dynerman – dziewczyna z kuchni - Władysław Kornak – dyrektor - Adam Kwiatkowski – docent - Sławomira Łozińska – Lucyna Kowalska, dziewczyna Stefana - Andrzej Rausz – facet z teczką - Halina Wyrodek – Wiesia - Ryszard Dreger – robotnik Gutek - Paweł Unrug – kierowca - Irena Hutor - Danuta Morel |

### 5. Złote gody
Jasparski, Sekretarz Komitetu Zakładowego Partii, oraz jego brat, kierujący wywrotnicą rudy, biorą udział w uroczystości złotych godów rodziców. W jej trakcie otrzymują wiadomość o poważnej awarii na budowie. Obydwaj ruszają na miejsce.

Obsada aktorska:
| - Ferdynand Matysik – Bolesław Jasparski, sekretarz Komitetu Zakładowego - Maciej Góraj – inżynier Gerard Jasparski - Teresa Lipowska – Zofia Jasparska, zona Bolesława - Krystyna Wachelko-Zaleska – Joanna, dziewczyna Gerarda - Jerzy Fedorowicz – inżynier Madej - Bernard Krawczyk – majster Zenon Szulc - Czesław Stopka – robotnik Antoni Anioł - Janusz Dziubiński – robotnik Witkowski - Halina Gryglaszewska – matka Jasparskich - Janusz Paluszkiewicz – ojciec Jasparskich - Janusz Kłosiński – Kortycki, naczelny dyrektor budowy Huty Katowice - Małgorzata Rożniatowska – żona Anioła - Zygmunt Bielawski – dyspozytor Kowalski - Jolanta Bohdal – członek rodziny Jasparskich - Marian Cebulski – pułkownik na przyjęciu złotych godów u Jasparskich - Cezariusz Chrapkiewicz – lekarz - Andrzej Gawroński – Florek, członek rodziny Jasparskich |  | - Stefan Szramel – Członek rodziny Jasparskich - Marek Probosz – wnuk - Zbigniew Lesień – gość na uroczystości złotych godów rodziców Jasparskich - Jan Orsza – gość na uroczystości złotych godów rodziców Jasparskich - Dorota Pomykała – gość na uroczystości złotych godów rodziców Jasparskich - Andrzej Wojaczek – gość na uroczystości złotych godów rodziców Jasparskich - Józef Grzeszczak – robotnik przy wywrotnicy - Anna Gołębiewska - Małgorzata Jakubiec - Elżbieta Jeżewska - Jerzy Korcz - Jerzy Król - Stefan Miernicki - Krystyna Moll - Robert Mrongowius |

### 6. Pięć stów
Janek Turkawiec, operator dźwigu, popada w konflikt z kolegami z brygady, którzy podejrzewają go o próbę wyłudzenia pieniędzy. W dodatku podczas gdy Turkawiec kierował dźwigiem, o mało nie doszło do wypadku.

Obsada aktorska:
| - Bogusław Semotiuk – robotnik Janek Turkawiec - Włodzimierz Twardowski – robotnik Józef Mrozik - Antoni Jurasz – Józef Turkawiec, ojciec Janka - Leszek Piskorz – brygadzista Paterek - Andrzej Gazdeczka – majster Karolak - Ewa Frąckiewicz – Rozalia Turkawiec, matka Janka - Ryszard Dembiński – Franciszek, sołtys we wsi Turkawca - Halina Wojtacha – żona sołtysa - Daria Trafankowska – Hanka, córka sołtysa - Wiesław Wójcik – robotnik Dereniew, współlokator Turkawca - Leszek Świgoń – robotnik - Elżbieta Osterwa – pracownica działu kadr - Jerzy Zygmunt Nowak – towarzysz Obalski, przewodniczący ZSMP |  | - Marek Włodarczyk – robotnik Potracki - Jerzy Kuczera – robotnik - Wojciech Górniak – robotnik - Zdzisław Klucznik – portier w hotelu robotniczym - Marek Litewka – inżynier Janusz Rozpalski - Gustaw Lutkiewicz – inżynier Zygmunt Rybacki - Stanisław Kossowski - Adam Romanowski - Tadeusz Sobolewicz - Henryk Tarczykowski - Zofia Wicińska - Ferdynand Wójcik |

### 7. Zmęczeni inżynierowie
Młody inżynier Marczak, chcąc przyśpieszyć budowę suwnicy bramowej, wpada na pomysł, by zbudować ją obok miejsca, w którym docelowa ma stać, a następnie przesunąć we właściwe miejsce. Nie mając pełnych uprawnień, prosi inżyniera Rybackiego, by to on firmował pomysł swoim nazwiskiem. Ten jednak odmawia.

Obsada aktorska:
| - Janusz Szydłowski – inżynier Krzysztof Marczak - Gustaw Lutkiewicz – inżynier Zygmunt Rybacki - Janusz Kłosiński – Kortycki, naczelny dyrektor budowy Huty Katowice - Wacław Ulewicz – inżynier Mariańczyk - Irena Szewczyk – Jolka Rybacka, córka Zygmunta - Teresa Szmigielówna – Justyna Rybacka, żona Zygmunta - Emilian Kamiński – Marcin Kortycki, syn dyrektora - Stefania Iwińska – żona dyrektora - Łukasz Pijewski – Piotr Rybacki, syn Zygmunta - Ferdynand Matysik – Bolesław Jasparski, sekretarz Komitetu Zakładowego - Tadeusz Szaniecki – dyrektor Czermiński - Sławomira Łozińska – Lucyna Kowalska, dziewczyna Stefana - Zbigniew Bielski – inżynier Stefan Rzegocki |  | - Irena Hrehorowicz – gospodyni Marczaka - Jerzy Molga – inżynier Majer - Marek Litewka – inżynier Janusz Rozpalski - Andrzej Saar – kierowca Kortyckiego - Andrzej Siedlecki – inżynier Karaś - Mieczysław Janowski – podwładny Rybackiego - Zbigniew Bryczkowski - Barbara Kobrzyńska - Eugeniusz Nowakowski - Jerzy Siwy - Maria Wilhelm |